# Bénéfice du doute (droit pénal)
Pour les articles homonymes, voir Bénéfice du doute et Doute raisonnable (série télévisée, 2021).

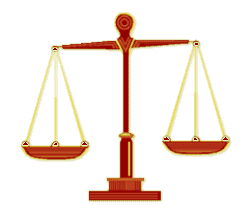
La balance représentant l'égalité et la justice.

Le bénéfice du doute ou la preuve hors de tout doute raisonnable est, en droit pénal, le principe de ne pas condamner une personne si les preuves décisives manquent. Il est parfois désigné par l'expression latine in dubio pro reo.

## Par pays

### France
En droit français, le bénéfice du doute est un principe général de procédure pénale. Il enjoint au juge ou au tribunal de prononcer une relaxe ou un acquittement si une incertitude persiste sur les faits objet des poursuites, ou sur la réalisation des conditions de l'infraction, ou encore sur la participation des personnes mises en cause.
Cette notion est en lien avec le principe de présomption d'innocence, sans que les deux concepts soient identiques (le bénéfice du doute étant une application concrète, sur le plan procédural, du principe de présomption d'innocence).
Ce principe, à l'inverse de la présomption d'innocence, n'est pas évoqué par le code pénal ni le code de procédure pénale français.

### Suisse
Le Code de procédure pénale suisse indique que « Lorsque subsistent des doutes insurmontables quant aux éléments factuels justifiant une condamnation, le tribunal se fonde sur l’état de fait le plus favorable au prévenu » (article 10).
Il existe également l'adage in dubio pro populo selon lequel un texte équivoque doit être interprété de manière à favoriser l'expression du vote populaire.

### Pays de common law
Dans les pays de tradition de common law, le bénéfice du doute est appelé le fardeau de la preuve hors de tout doute raisonnable (en anglais beyond a reasonable doubt). Ce fardeau de preuve est en principe beaucoup plus exigeant que la seule présomption d'innocence,.
En droit britannique, l'arrêt Woolmington v. DPP de 1935 est un arrêt de principe qui a conclu que la preuve hors de tout doute raisonnable constitue le fardeau de preuve dans l'ensemble des pays du Commonwealth. 

L'arrêt R. c. W.(D.) donne des directives quant à l'application du fardeau hors de tout doute raisonnable. 

« Premièrement, si vous croyez la déposition de l'accusé, manifestement vous devez prononcer l'acquittement. Deuxièmement, si vous ne croyez pas le témoignage de l'accusé, mais si vous avez un doute raisonnable, vous devez prononcer l'acquittement. Troisièmement, même si vous n'avez pas de doute à la suite de la déposition de l'accusé, vous devez vous demander si, en vertu de la preuve que vous acceptez, vous êtes convaincus hors de tout doute raisonnable par la preuve de la culpabilité de l'accusé. »

Le fardeau hors de tout doute raisonnable est à distinguer de la certitude, car établir une preuve hors de tout doute raisonnable n'est pas la même chose qu'avoir une preuve irréfutable à cent pour cent, d'après l'arrêt R. c. Lifchus. Le fardeau hors de tout doute raisonnable doit aussi être distingué du fardeau de la preuve prépondérante en droit civil, car en droit pénal il ne suffit pas d'avoir une preuve à 50 % + 1. La preuve doit être concluante de manière que les doutes qui peuvent subsister ne sont pas des doutes raisonnables, la preuve ayant franchi le seuil du doute raisonnable.
Ce fardeau de preuve implique à la fois la preuve hors de tout doute raisonnable de l'actus reus et de la mens rea, ainsi que la démonstration du lien de causalité.